# Rajd Tulipanów 1961

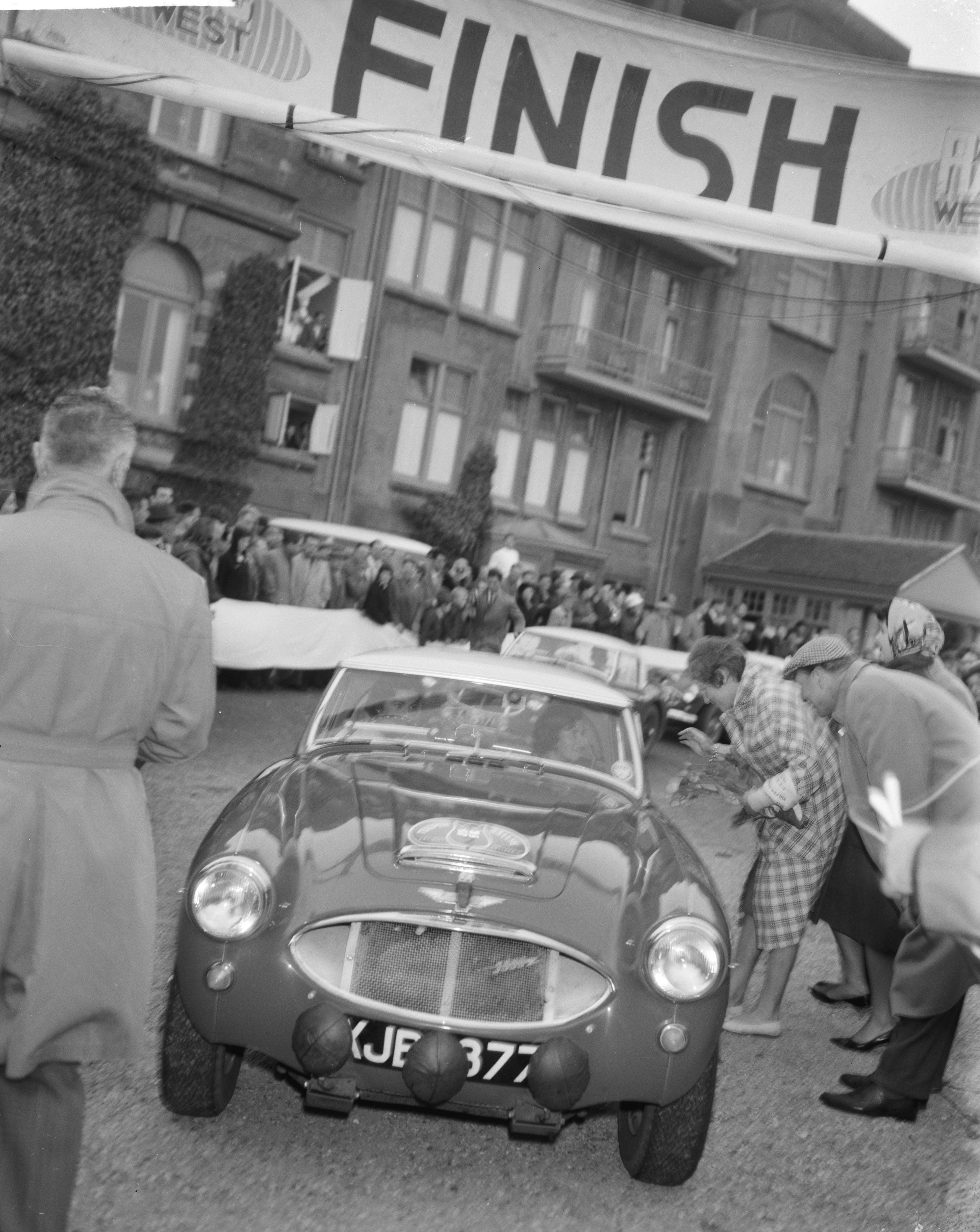
Pat Moss-Carlsson (z lewej) i Ann Wisdom-Riley na mecie Rajdu Tulipanów 1961

Rajd Tulipanów 1961 (13. Internationale Tulpenrallye) – 13 edycja rajdu samochodowego Rajd Tulipanów rozgrywanego w Holandii. Rozgrywany był od 2 do 6 maja 1961 roku. Była to druga runda Rajdowych Mistrzostw Europy w roku 1961.

## Klasyfikacja rajdu
| Miejsce                      | Kierowca                     | Pilot                        | Samochód                     | Czas                         | Strata                       |                              |
| Klasyfikacja generalna i ERC | Klasyfikacja generalna i ERC | Klasyfikacja generalna i ERC | Klasyfikacja generalna i ERC | Klasyfikacja generalna i ERC | Klasyfikacja generalna i ERC | Klasyfikacja generalna i ERC |
| ---------------------------- | ---------------------------- | ---------------------------- | ---------------------------- | ---------------------------- | ---------------------------- | ---------------------------- |
| 1.                           | Geoffrey Mabbs               | Leslie Griffiths             | Triumph Herald 12/50         | 1:34                         | 0.0                          |                              |
| 2.                           | Hans-Joachim Walter          | Ewald Stock                  | Porsche 356 Carrera          | 1:35                         | +1                           |                              |
| 3.                           | Carl-Magnus Skogh            | Rolf Skogh                   | Saab 96                      | 1:35                         | +1                           |                              |
| 4.                           | Eugen Böhringer              | Hermann Socher               | Mercedes-Benz 220 SEb W111   | 1:36                         | +2                           |                              |
| 5.                           | Karlheinz Schöttler          | Jürgen Säckl                 | Alfa Romeo Giulietta TI      | 1:37                         | +2                           |                              |
| 6.                           | Odd Thrana                   | Leif Samsing                 | Auto Union 1000              | 1:38                         | +3                           |                              |
| 7.                           | J. Roestenburg               | Margaret MacKenzie           | Auto Union 1000 S Coupe      | 1:38                         | +3                           |                              |
| 8.                           | Tom Gold                     | Mike Hugues                  | Austin-Healey Sprite Mk1     | 1:38                         | +4                           |                              |
| 9.                           | Jacques Rey                  | Georges Burggraf             | Alfa Romeo Giulietta TI      | 1:38                         | +4                           |                              |
| 10.                          | Hans Steunebrink             | Klaas Barendregt             | Jaguar Mk2 3.8               | 1:38                         | +4                           |                              |